# فرصت کوتاه

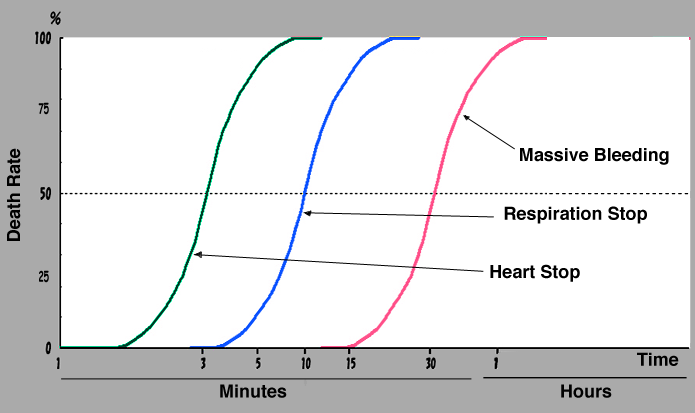
پنجره‌های بحرانی در پزشکی فوری

فرصت کوتاه (که به آن مهلت کوتاه یا فرصت بحرانی نیز گفته می‌شود) فرصت و مجالی بسیار کوتاه است که طی آن می‌توان اقداماتی انجام داد که به نتایج مطلوبی رسید. با پایان این دوره یا «بسته شدن مهلت»، نتیجه گرفتن دیگر امکان‌پذیر نیست.
برای مثال میتوان از استعاره ابر استفاده کرد هنگامی که برای مدتی جلوی خورشید را گرفته و در یک مکان و زمان به‌ویژه سایه ایجاد میکند.

## مثال‌ها
نمونه‌هایی از فرصت‌های کوتاه و بحرانی عبارتند از:
- دوره بحرانی در فرایند رشد یک ارگانیسم، که طی آن انعطاف‌پذیری عصبی بیشترین میزان را دارد و عملکردهای عصبی کلیدی، مانند نقش‌پذیری و زبان، به دست می‌آیند که ممکن است در مراحل بعدی غیرممکن باشد
- ساعت طلایی یا زمان طلایی، که در پزشکی اورژانس برای توصیف دوره پس از آسیب تروماتیک استفاده می‌شود که در آن درمان احتمالاً موفقیت‌آمیز خواهد بود.
- فرصت‌های بازار، که در آن فرد ممکن است برای استفاده از شکاف در یک بازار خاص موقعیت خوبی داشته باشد، زمان‌بندی آن ممکن است به فعالیت‌های مشتریان، رقبا و سایر عوامل زمینه بازار بستگی داشته باشد
- فصل کاشت و برداشت، در کشاورزی
- پنجره‌های پرتاب فضایی و مانور، که توسط دینامیک مداری تعیین می‌شوند
- نقطه عطف نظری در اقلیم‌شناسی، که پس از آن پیش‌بینی می‌شود آب و هوای زمین به یک تعادل پایدار جدید تغییر کند

## تغییرات

### زمان‌سنجی
طول زمانی که یک فرصت بحرانی روی می‌دهد ممکن است به خوبی شناخته شده باشد (مانند پنجره‌های پرتاب) یا ناشناخته باشد (در مورد فوریت‌های پزشکی یا تغییرات آب و هوایی). در برخی موارد، ممکن است چندین فرصت وجود داشته باشد که طی آن می‌توان به یک هدف دست یافت.

### اتوماسیون
در موقعیت‌هایی با فرصت‌های بسیار کوتاه یا غیرقابل پیش‌بینی، ممکن است از اتوماسیون برای استفاده از این فرصت‌ها استفاده شود، مانند تجارت الگوریتمی. سیستم‌های محاسباتی بی‌درنگ می‌توانند پاسخ‌هایی را در حد میلی‌ثانیه یا کمتر تضمین کنند.

### هزینه‌ها
در برخی شرایط بحرانی، عدم اقدام ممکن است مستلزم افزایش مستمر هزینه در طول زمان یا کاهش مستمر احتمال در طول زمان برای دستیابی به نتیجه مطلوب باشد. این ممکن است در سیستم‌های محاسباتی بی‌درنگ با توابع ابزار زمان مشخص شود.